# Медельси, Мурад
Мурад Медельси (араб.مراد مدلسي ;
30 апреля 1943, Тлемсен – 28 января 2019, Алжир) – алжирский политический, государственный и дипломатический деятель, министр торговли (1988–1989 и 1999–2001), министр финансов (2001–2002 и 2005–2007), министр иностранных дел Алжира (2007–2013), председатель высшего судебного органа страны – Конституционного совета Алжира (2013–2019).

## Биография
Изучал экономику в Алжирском университете. С 1970 по 1980 год работал в частном секторе, позже был назначен генеральным секретарём Министерства торговли.
С 1988 по 1989 год занимал пост министра торговли, в 1990–1991 годах — заместитель министра финансов . В 1999–2001 годах снова работал министром торговли, затем в 2001–2002 годах – министром финансов.
С 2002 года по май 2005 года был советником президента  Бутефлика. В мае 2005 года был назначен министром финансов и оставался на этой должности до тех пор, пока не стал министром иностранных дел 4 июня 2007 года.